# Thea Louise Stjernesund
Thea Louise Stjernesund (Lørenskog, 24 de noviembre de 1996) es una deportista noruega que compite en esquí alpino, especialista en la modalidad de eslalon.
Participó en los Juegos Olímpicos de Pekín 2022, obteniendo una medalla de bronce en la prueba de equipo mixto.
Ganó tres medallas en el Campeonato Mundial de Esquí Alpino, en los años 2021 y 2023. En la Copa del Mundo consiguió cuatro podios en total.

## Palmarés internacional
| Juegos Olímpicos   | Juegos Olímpicos             | Juegos Olímpicos  | Juegos Olímpicos         |
| Año                | Lugar                        | Medalla           | Prueba                   |
| ------------------ | ---------------------------- | ----------------- | ------------------------ |
| 2022               | Pekín (China)                | Medalla de bronce | Equipo mixto             |
| Campeonato Mundial |                              |                   |                          |
| Año                | Lugar                        | Medalla           | Prueba                   |
| 2021               | Cortina d'Ampezzo (Italia)   | Medalla de oro    | Equipo mixto             |
| 2023               | Courchevel/Méribel (Francia) | Medalla de plata  | Equipo mixto             |
| 2023               | Courchevel/Méribel (Francia) | Medalla de bronce | Eslalon gigante paralelo |